# Ошуркевич Галина Олексіївна
Галина Олексіївна Ошуркевич (28 серпня 1941, м. Берестечко, нині Луцький район, Волинська область) — українська майстриня декоративно-ужиткового мистецтва, художниця-керамістка. Членкиня Національної спілки художників України (1986).

## Життєпис
Народилася 28 серпня 1941 року в місті Берестечко.
1967 року закінчила Львівський інститут прикладного та декоративного мистецтва (викладачі Р. Сельський, І. Скобало, В. Черкасов).
У 1972—1996 роках працювала художницею-керамісткою на Львівській експериментальній кераміко-скульптурній фабриці. Відтоді — на творчій роботі.
Від 1973 року брала участь в обласних, всеукраїнських, всесоюзних художніх виставках. Персональна виставка — у Львові (1984).
Окремі твори зберігаються в Національному музеї декоративного мистецтва України (Київ), Національному музеї у Львові, Музеї етнографії та художнього промислу (Львів).

## Творчість
Працює в галузі художньої кераміки. Створює об'ємно-просторову декоративну пластику, настінні пласти, тарелі, вази. Проєктує оригінальні форми-об'єкти як основу для поліхромного декору, який розкривається в процесі кругового огляду.
На початку свого творчого шляху художниця захоплювалася бароко, в її роботах домінували пишні форми, живописна насиченість.
У 1980-х роках роботи вирізняються переважанням ручного ліплення з шамоту та відсутністю полив.
На початку XXI століття майстриня робить різку зміну в стилі, переходячи до геометризації, графічної витонченості на білому тлі.

## Основні твори
Серед робіт Галини Ошуркевич:
Декоративна пластика
- «Птахи» (1971);
- «Маківки у вазі» (1972);
- «Струмок» (1978);
- «Місто» (1984);
- «Прогулянка» (1986);
- «З природою» (1988);
- «Старе місто» (1990);
- «Деякі дрібниці» (2001);
- «Жіночі постаті» (2002).

Вази
- «Спогади», «Фантазійні» (обидві — 1972);
- «Ніч над озером» (1984);
- «Ті, що слухають» (2006);
- «Жінки» (2008);
- «Осінні мотиви» (2011);
- «Голуба» (2019);
- «Пташки» (2020).

Декоративні композиції
- «Вазони і птахи» (1983);
- «Дороги» (2004);
- «Композиція з чорним листком» (2005);
- «Легкі вертикалі» (2008);
- «Прогулянка» (2009);
- «Букети» (2011).

## Відзнаки
- 2009 — 3-я премія в номінації «Академічна кераміка» Національної виставки-конкурсу художньої кераміки «КерамПІК у Опішному!» (Полтавська обл.) за композицію «Прогулянка»[6].
- 2010 — премія імені Зеновія Флінти за творчі роботи в галузі художньої кераміки, виконані протягом 2008—2010 років (Львівська обласна організація Національної спілки художників України)[7].